# Semion Grigóriev
Semion Iégorovitx Grigóriev, rus: Семен Егорович Григорьев o Semyon Grigoriev, és un científic rus, membre de la Societat Geogràfica de Rússia i cap del Museu de Mamuts de l'Institut d'Ecologia Aplicada de la Universitat Federal del Nord i Nord-est de Iakutsk. Va ser el director de l'equip científic internacional que va analitzar les restes relativament ben conservades d'un mamut (Mammuthus primigenius) siberià.
Segons Grigóriev, les vies evolutives del mamut i de l'elefant van divergir fa molts milers d'anys i la possible clonació del mamut és un repte. Tanmateix, les mostres trobades l'agost de 2012 d'aquest mamut mort fa 43.000 anys, a la República de Sakhà que conservaven encara la seva sang líquida, permetran als científics descodificar completament l'ADN del mamut.